# San Onofre State Beach
San Onofre State Beach est un parc d'État de 3 000 acres (1 214 ha) situé dans le Comté de San Diego, Californie, USA.